# Рада міністрів оборони СНД

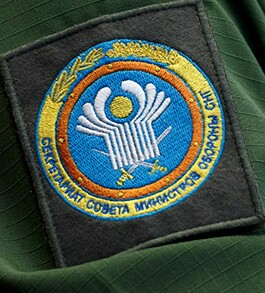

Рада міністрів оборони СНД (рос. Совет министров обороны СНГ) — робочий орган Співдружності незалежних держав — підзвітний раді глав держав СНД і виконавчому комітету.

## Голови Ради міністрів оборони СНД
- Морозов Костянтин Петрович — 22 грудня 1991 — 18 травня 1992 року.
- Грачов Павло Сергійович — 18 травня 1992 — 17 червня 1996.
- Родіонов Ігор Миколайович — 17 липня 1996 — 23 травня 1997.
- Сергєєв Ігор Дмитрович — 23 травня 1997 — 28 березня 2001.
- Іванов Сергій Борисович — 28 березня 2001 — 15 лютого 2007.
- Сердюков Анатолій Едуардович — 15 лютого 2007 — 7 травня 2012.
- Шойгу Сергій Кужугетович — з 11 грудня 2012.

## Члени ради міністрів оборони Співдружності незалежних держав від України
- Морозов Костянтин Петрович — 18 травня 1992 — 4 жовтня 1993.
- Біжан Іван Васильович — 4 жовтня 1993 — 8 жовтня 1993.
- Радецький Віталій Григорович — 8 жовтня 1993 — 25 серпня 1994.
- Шмаров Валерій Миколайович — 25 серпня 1994 — 8 липня 1996.
- Кузьмук Олександр Іванович — 11 липня 1996 — 24 жовтня 2001, 24 вересня 2004 — 3 лютого 2005.
- Шкідченко Володимир Петрович — 12 листопада 2001 — 25 червня 2003.
- Марчук Євген Кирилович — 25 червня 2003 — 23 вересня 2004 року.
- Гриценко Анатолій Степанович — 4 лютого 2005 — 18 грудня 2007.
- Єхануров Юрій Іванович — 18 грудня 2007 — 5 червня 2009.
- Іващенко Валерій Володимирович — 5 червня 2009 — 11 березня 2010.
- Єжель Михайло Броніславович — 11 березня 2010 — 8 лютого 2012.
- Саламатін Дмитро Альбертович — 8 лютого 2012 — 24 грудня 2012.
- Лебедєв Павло Валентинович — 24 грудня 2012 — 27 лютого 2014.
- Тенюх Ігор Йосипович (в.о.) — 27 лютого 2014 — 25 березня 2014.
- Коваль Михайло Володимирович (в.о.) — 25 березня 2014 — 3 липня 2014.
- Гелетей Валерій Вікторович — 3 липня 2014 — 14 жовтня 2014.
- Полторак Степан Тимофійович — з 14 жовтня 2014.